# Cannomois congesta
Cannomois congesta är en gräsväxtart som beskrevs av Maxwell Tylden Masters. Cannomois congesta ingår i släktet Cannomois och familjen Restionaceae. Inga underarter finns listade i Catalogue of Life.